# Hoplosmia fallax
Hoplosmia fallax är en biart som först beskrevs av Pérez 1895. Den ingår i släktet taggmurarbin och familjen buksamlarbin. Inga underarter finns listade i Catalogue of Life.